# Arthur MacArthur

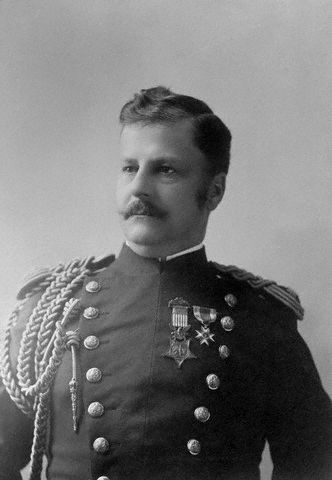
Arthur MacArthur junior

Arthur MacArthur Jr. (* 2. Juni 1845 in Springfield, Massachusetts; † 7. September 1912 in Milwaukee) war ein US-amerikanischer Generalleutnant und von 1900 bis 1901 Militärgouverneur der Philippinen.

## Biografie

### Familie und frühe militärische Laufbahn im Sezessionskrieg
MacArthur war der Sohn des Gouverneurs von Wisconsin, Arthur MacArthur senior, und Vater des späteren US-Generals Douglas MacArthur.
Er trat beim Ausbruch des Sezessionskrieges als Freiwilliger Leutnant 1862 in das 24. Infanterieregiment in Wisconsin ein und nahm an verschiedenen Schlachten teil. Für seinen Einsatz als Oberleutnant und Adjutant seiner Einheit während der Schlacht um Missionary Ridge (Tennessee) am 25. November 1863 erhielt er 1890 die Medal of Honor des US-Kongresses. Als Freiwilliger wurde er in diesem Krieg Brevet Lieutenant Colonel und Brevet Colonel.
Nach dem Ende des Bürgerkrieges begann er im Juni 1865 mit einem Studium der Rechtswissenschaften, trat jedoch bereits im Februar 1866 als nunmehr regulärer Leutnant wieder in die reguläre Armee ein. Schnell wurde er 1866 wieder befördert zum First Lieutenant (Oberleutnant) und zum Captain (Hauptmann). 1889 wurde er Major und 1896 Lieutenant Colonel (Oberstleutnant).

In den kommenden 30 Jahren wurde er in verschiedenen Standorten verwendet und nahm 1885 unter anderem am Krieg gegen den Apachenhäuptling Geronimo teil.

### Spanisch-Amerikanischer Krieg
Beim Ausbruch des Spanisch-Amerikanischen Krieges 1898 war er im Dakota-Territorium stationiert und er wurde Brigadegeneral der Freiwilligenarmee. Er nahm an der Eroberung von Manila teil. 1898 erfolgte auch seine Beförderung zum Generalmajor.
Am 5. Mai 1900 wurde er von Präsident William McKinley als Nachfolger von Elwell Stephen Otis zum Militärgouverneur der Philippinen ernannt. Bereits am 4. Juli 1901 wurde jedoch William Howard Taft der (zivile) Gouverneur. Die Zusammenarbeit der beiden war von dauernden Auseinandersetzungen geprägt, so dass MacArthur in der Folge von seinem Posten als Militärbefehlshaber auf den Philippinen in die USA zurückberufen wurde. Die Abneigung gegen Politiker und zivile Mitarbeiter der Streitkräfte übertrug sich auch auf seinen Sohn Douglas MacArthur, als dieser später Oberkommandierender im Pazifikkrieg und während des Koreakrieges war.

### Russisch-Japanischer Krieg
In den folgenden Jahren wurde er auf mehreren Posten in seiner Heimat verwendet. 1905 wurde er in die Mandschurei entsandt, um die letzten Stadien des Russisch-Japanischen Krieges zu beobachten. Anschließend diente er ein Jahr als Militärattaché an der US-Botschaft in Japan. Als er 1906 erneut in die USA zurückkehrte, nahm er sein Amt als Kommandeur der Pazifikdivision wieder an.
Noch im gleichen Jahr wurde er als Generalleutnant ranghöchster Offizier des Heeres. Dennoch blieb ihm die Stellung als Generalstabschef verwehrt, da sich die auf den Philippinen begonnenen Meinungsverschiedenheiten fortsetzten, so dass MacArthur seinen Traum vom Kommando über die gesamte US-Armee niemals verwirklichen konnte.
Mit Erreichen der Altersgrenze von 64 Jahren schied er am 2. Juni 1909 aus der Armee aus.
Kurz nachdem er zu einer Gedenkveranstaltung seiner Einheit aus dem Sezessionskrieg gereist war, erlitt er 1912 einen tödlichen Herzinfarkt. Er wurde auf dem Nationalfriedhof Arlington beigesetzt.

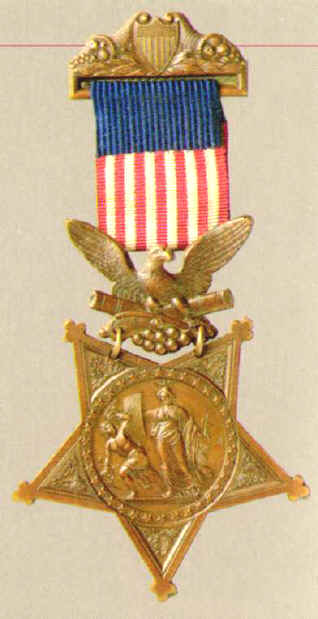
Medal of Honor

## Auszeichnungen
- Medal of Honor (1890)
- Civil War Campaign Medal
- Indian Campaign Medal
- Spanish Campaign Medal
- Philippine Campaign Medal